# 마이크로소프트 루미아 950 XL
마이크로소프트 루미아 950 XL(Microsoft Lumia 950 XL)은 윈도우 10 모바일을 구동하는 마이크로소프트 모바일의 프리미엄급 스마트폰이다. 2015년 10월 6일 오전(EDT)에 공개되었다. 루미아 950 업그레이드 버전 수준의 휴대 전화다. 같은 해 11월에 판매되었다.